# ارتش سوم (ورماخت)
ارتش سوم (به آلمانی:Armeeoberkommando 3 (AOK 3)) یکی از ارتش‌های میدانی نیروی زمینی آلمان در دوره رایش سوم بود که در مراحل آغازین جنگ جهانی دوم به خدمت پرداخت.

## تشکیل
ارتش سوم آموزش روز ۲۲ اوت سال ۱۹۳۹ در منطقه نظامی شماره ۱ (پروس شرقی) تشکیل شد. این یگان روز ۲۶ اوت به ارتش سوم تغییر عنوان داد.

## تاریخچه عملیاتی

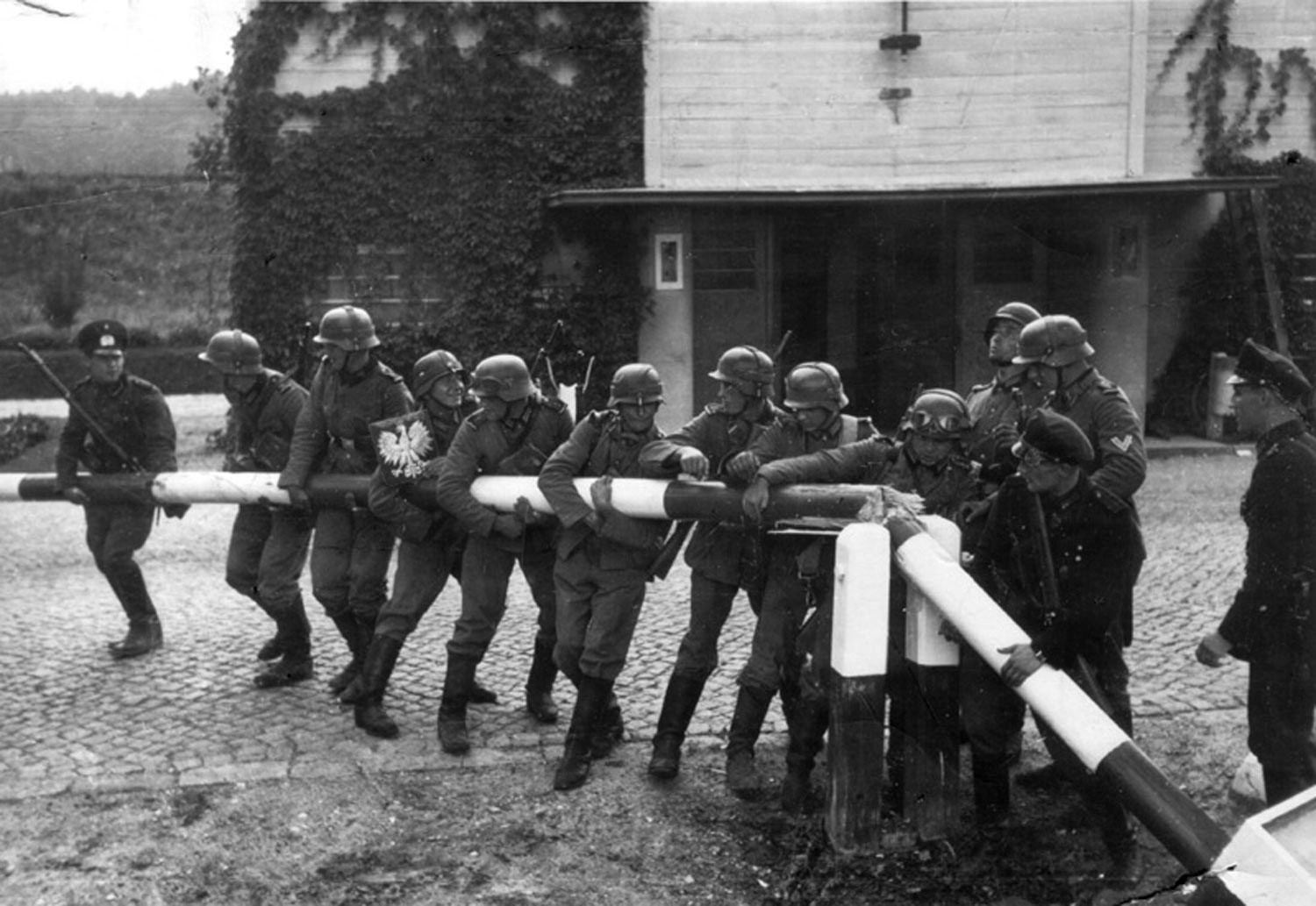
صحنه سازی 14 سپتامبر ۱۹۳۹ برای اهداف تبلیغات آلمان است. پلیس شهر آزاد دانزیگ و مقامات گمرکی حذف گذرگاه مرزی لهستان در سوپوت را در ۱ سپتامبر ۱۹۳۹ بازسازی کردند.

ارتش سوم روز ۱ سپتامبر سال ۱۹۳۹ بخشی از گروه ارتش شمال شد و کارزار لهستان را با تهاجم و تسخیر قلعه گراودنتس آغاز کرد. این ارتش بار رخنه در مواضع دشمن بین مواوا و خورزله، تا رود ویستولا پیش رفت. ارتش سوم پس از گذر از رودهای نارف و بوگ، ضمن مجموعه‌ای از درگیری‌های کوچک، کارزار را در شرق لهستان به پایان رساند. این ارتش روز ۳ اکتبر به فرماندهی مرزی شمالی با شوروی بدل گشت. ارتش سوم/فرماندهی مرزی شمالی منحل و از نیروهای آن برای تشکیل ارتش شانزدهم استفاده شد.

## فرماندهی
| تصویر       | نام              | درجه      | آغاز فرماندهی  | پایان فرماندهی |
| ----------- | ---------------- | --------- | -------------- | -------------- |
| فرمانده     |                  |           |                |                |
|             | گئورگ فون کوشلر  | سپهبد     | ۱ سپتامبر ۱۹۳۹ | ۳ اکتبر ۱۹۳۹   |
| رئیس ستاد   |                  |           |                |                |
| -           | هربرت فون بوکمان | سرتیپ     | ۱ سپتامبر ۱۹۳۹ | ۳ اکتبر ۱۹۳۹   |
| افسر عملیات |                  |           |                |                |
| -           | هربرت واگنر      | سرهنگ دوم | ۱ سپتامبر ۱۹۳۹ | ۳ اکتبر ۱۹۳۹   |
|             |                  |           |                |                |

## سازمان
- هنگام آغاز نبرد لهستان، اوایل سپتامبر ۱۹۳۹[۱]:
  - سپاه ۱
  - سپاه ۲۱
  - سپاه ۲۶
  - گروه رزمی برانت
  - لشکر دویست‌وهفدهم پیاده‌نظام
  - ذخیره:
    - فرماندهی حفاظت مرزبانی ۱۵